# Кубок Мальти з футболу 2011—2012
Кубок Мальти з футболу 2011–2012 — 74-й розіграш кубкового футбольного турніру на Мальті. Титул вдев'яте здобув Гіберніанс.

## Календар
| Раунд        | Дата              | Матчі | Клуби   |
| ------------ | ----------------- | ----- | ------- |
| Перший раунд | 8-11 вересня 2011 | 11    | 63 → 52 |
| Другий раунд | 12-20 жовтня 2011 | 20    | 52 → 32 |
| 1/16 фіналу  | 16-18 грудня 2011 | 16    | 32 → 16 |
| 1/8 фіналу   | 21–22 січня 2012  | 8     | 16 → 8  |
| 1/4 фіналу   | 25-26 лютого 2012 | 4     | 8 → 4   |
| 1/2 фіналу   | 20-21 травня 2012 | 2     | 4 → 2   |
| Фінал        | 27 травня 2012    | 1     | 2 → 1   |

## Регламент
Відповідно до формату змагань клуби Прем'єр-ліги стартують з 1/16 фіналу, у перших двох раундах грають клуби 2 - 4 дивізіонів.

## 1/16 фіналу
| Команда 1              | Рахунок         | Команда 2               |
| ---------------------- | --------------- | ----------------------- |
| 16 грудня 2011         |                 |                         |
| Мелліха (3)            | 0:0 дч пен. 4:3 | Сідзіві (3)             |
| Хамрун Спартанс        | 3:1             | Джинглі Свалловс (3)    |
| 17 грудня 2011         |                 |                         |
| Сан-Джуанн (3)         | 3:5             | Марсашлокк              |
| Гаргур (3)             | 0:2             | Сент-Георгес (2)        |
| Зейтун Корінтіанс (2)  | 1:2             | Бальцан                 |
| Кіркоп Юнайтед (3)     | 0:3             | Рабат Аякс (2)          |
| Гзіра Юнайтед (3)      | 0:1             | Кормі                   |
| Гіберніанс             | 5:3             | Пембрук Атлета (4)      |
| 18 грудня 2011         |                 |                         |
| Лука Сент-Ендрюс (3)   | 1:6             | Флоріана                |
| Біркіркара             | 4:0             | Вітторіоса Старс (2)    |
| Мсіда Сент-Джозеф (3)  | 0:1             | Моста                   |
| Лія Атлетік (2)        | 6:0             | Вікторія Готспурс (1-G) |
| Таршіен Райнбоус       | 0:3             | П'єта Готспурс (2)      |
| Шевкія Тайгерс (1-G)   | 3:0             | Сенглі Атлетік (3)      |
| Мкабба                 | 2:4             | Сліма Вондерерс         |
| Заббар Сент-Патрік (2) | 0:2             | Валетта                 |

## 1/8 фіналу
| Команда 1        | Рахунок         | Команда 2            |
| ---------------- | --------------- | -------------------- |
| 21 січня 2012    |                 |                      |
| Марсашлокк       | 1:5             | П'єта Готспурс (2)   |
| Бальцан          | 0:1             | Флоріана             |
| Мелліха (3)      | 0:5             | Кормі                |
| Сліма Вондерерс  | 2:5             | Валетта              |
| 22 січня 2012    |                 |                      |
| Моста            | 3:1             | Шевкія Тайгерс (1-G) |
| Рабат Аякс (2)   | 0:5             | Гіберніанс           |
| Сент-Георгес (2) | 1:1 дч пен. 5:4 | Лія Атлетік (2)      |
| Біркіркара       | 2:3             | Хамрун Спартанс      |

## 1/4 фіналу
| Команда 1          | Рахунок | Команда 2        |
| ------------------ | ------- | ---------------- |
| 25 лютого 2012     |         |                  |
| П'єта Готспурс (2) | 0:1 дч  | Кормі            |
| Гіберніанс         | 1:0     | Флоріана         |
| 26 лютого 2012     |         |                  |
| Хамрун Спартанс    | 3:1     | Сент-Георгес (2) |
| Валетта            | 3:1     | Моста            |

## 1/2 фіналу
| Команда 1      | Рахунок | Команда 2       |
| -------------- | ------- | --------------- |
| 20 травня 2012 |         |                 |
| Кормі          | 4:3     | Валетта         |
| 21 травня 2012 |         |                 |
| Гіберніанс     | 2:1     | Хамрун Спартанс |

## Фінал
| 27 травня 2012 19:00 (EEST) |

| Кормі           | 1:3      | Гіберніанс                              |
| --------------- | -------- | --------------------------------------- |
| Д.Фаруджа 90+5' | Протокол | Файлла 36' (пен.) Джексон Ліма 43', 47' |

| Національний стадіон, Та-Калі Глядачів: 7 000 Арбітр: Марко Борг |